# Jüdische Gemeinde Bütthard
Die Jüdische Gemeinde in Bütthard, einer Marktgemeinde im unterfränkischen Landkreis Würzburg in Bayern, bestand seit dem ausgehenden 16. Jahrhundert.

## Geschichte
Nach dem Bayerischen Judenedikt von 1813 wurden im Jahr 1817 für Bütthard zehn Matrikelstellen eingeräumt, bis 1820 kamen drei weitere Matrikelstellen dazu. Damit hatten maximal 13 jüdische Familien das Wohnrecht in Bütthard. Die höchste Mitgliederzahl erreichte die Jüdische Gemeinde Bütthard im Jahr 1867 mit 63 Personen. Sie hatte 1812 am Marktplatz 3 eine Synagoge sowie ein Gemeindehaus errichtet.

## Gemeindeentwicklung
| Jahr | Gemeindemitglieder | in % der Gesamteinwohnerschaft |
| ---- | ------------------ | ------------------------------ |
| 1816 | 33                 | 5,1 % von 653 Einwohnern       |
| 1837 | 60                 | 9,2 % von 650 Einwohnern       |
| 1867 | 63                 | 8,2 % von 771 Einwohnern       |
| 1890 | 34                 | 4,3 % von 786 Einwohnern       |
| 1900 | 22                 | 2,8 % von 787 Einwohnern       |
| 1910 | 21                 | 2,5 % von 832 Einwohnern       |

## Zeit des Nationalsozialismus
Im Jahr 1937 wurde die Jüdische Gemeinde Bütthard offiziell aufgelöst, obwohl schon seit Jahren im Ort keine Gottesdienste mehr stattgefunden hatten. 
Während der Novemberpogrome 1938 demolierten SA-Angehörige aus Ochsenfurt und einheimische Nationalsozialisten die Häuser der beiden noch in Bütthard lebenden jüdischen Familien. Das letzte jüdische Ehepaar wurde 1942 nach Theresienstadt deportiert.
Das Gedenkbuch des Bundesarchivs verzeichnet neun aus Bütthard stammende jüdische Bürger, die dem Völkermord des nationalsozialistischen Regimes zum Opfer fielen.

## Gedenken
Im Rathaus von Bütthard erinnert eine Gedenktafel an die jüdische Gemeinde von Bütthard. Die Inschrift lautet: „Im MARKT BÜTTHARD existierte bis 1937 eine jüdische Kultusgemeinde. Synagoge Marktplatz 3. Der Markt gedenkt seiner ehemaligen jüdischen Mitbürger. ZUR ERINNERUNG UND MAHNUNG.“